# Алексєєва Ніна Луківна
Ніна Луківна Алексєєва — радянська діячка, секретар Волинського обласного комітету КПУ, секретар Луцького міського комітету КПУ.

## Біографія
Член КПРС.
На 1961—1962 роки — завідувач відділу шкіл Волинського обласного комітету КПУ.
З 1962 року — секретар Луцького міського комітету КПУ.
На 1965—1969 роки — завідувач відділу пропаганди і агітації Волинського обласного комітету КПУ.
22 травня 1969 — 1980 року — секретар Волинського обласного комітету КПУ з питань ідеології.
У 1980—1985 роках — начальник управління у справах видавництв, поліграфії і книжкової торгівлі виконавчого комітету Волинської обласної ради народних депутатів.
Подальша доля невідома.

## Нагороди та відзнаки
- орден Трудового Червоного Прапора
- ордени
- медалі